# Pedro Corte Real
Pedro Corte Real, fotógrafo e jornalista, colabora desde 1983 com vários jornais e revistas (Setubalense, Diário do Minho, Novo Século, etc.) Publicou recentemente dois livros: um de fotografia (Ângulos & Sombras e outro com textos sobre cinema publicados no Diário do Minho antes do 11 de Setembro (17 Semanas e Meia no Diário do Minho, na Editora Arauto.

## Obra Publicada

### História (para crianças)
- A Aventura de Dom João, Arauto (2000)

Brochura 16 pág., preto e branco,17x24cm

### Fotografia
- Ângulos & Sombras, Arauto (2006)

Encadernado 140 pág., cores, 17x24cm
- Angles & Shadows, Lusitania Books (2008)

Cartonado 140 pág., cores, 21,5x28cm

### Cinema (Crítica)
- 17 semanas e meia no Diário do Minho (2006)